# IHF-Pokal der Frauen 1988/89
Der IHF-Pokal 1988/89 war die achte Austragung dieses Wettbewerbes, der zum zweiten Mal von dem rumänischen Club AS Chimistul Râmnicu Vâlcea gewonnen wurde.

## 1. Runde
|                            | Gesamt |                  | Hinspiel | Rückspiel |
| -------------------------- | ------ | ---------------- | -------- | --------- |
| Sangiorgio Cassano Magnago | 49:14  | HB Dudelange     | 25:9     | 24:5      |
| Ionias Athen               | 37:43  | GS Kulübü Ankara | 13:12    | 24:31     |
| HB Sint-Truiden            | 14:49  | PSV Eindhoven    | 9:23     | 5:26      |
| Gudme Kommune              | 44:49  | Skuru Nacka      | 22:27    | 22:22     |

## Achtelfinale
|                            | Gesamt |                    | Hinspiel | Rückspiel |
| -------------------------- | ------ | ------------------ | -------- | --------- |
| ZVL Prešov                 | 48:57  | Chimistul Vilcea   | 29:23    | 18:34     |
| Sangiorgio Cassano Magnago | 26:62  | Rostselmash Rostow | 12:31    | 14:31     |
| Budućnost Titograd         | 62:62  | Spartacus Budapest | 34:31    | 28:31     |
| GS Kulübü Ankara           | 37:37  | Union Hollabrunn   | 27:19    | 10:18     |
| USM Gagny                  | 43:47  | Gjerpen Skien      | 22:24    | 21:23     |
| Bayer Leverkusen           | 39:28  | PSV Eindhoven      | 21:11    | 18:17     |
| Skuru Nacka                | 44:54  | Volan 80 Sofia     | 23:27    | 21:27     |
| ASK Vorwärts Frankfurt/O.  | 40:52  | Eglė Vilnius       | 19:29    | 21:23     |

## Viertelfinale
|                  | Gesamt |                    | Hinspiel | Rückspiel |
| ---------------- | ------ | ------------------ | -------- | --------- |
| Chimistul Vilcea | 51:50  | Rostselmash Rostow | 22:27    | 29:23     |
| Union Hollabrunn | 39:53  | Spartacus Budapest | 19:30    | 20:23     |
| Gjerpen Skien    | 37:41  | Bayer Leverkusen   | 16:22    | 21:19     |
| Eglė Vilnius     | 62:38  | Volan 80 Sofia     | 32:19    | 30:19     |

## Halbfinale
|                  | Gesamt |                    | Hinspiel | Rückspiel |
| ---------------- | ------ | ------------------ | -------- | --------- |
| Chimistul Vilcea | 60:54  | Spartacus Budapest | 34:25    | 26:29     |
| Eglė Vilnius     | 55:37  | Bayer Leverkusen   | 30:17    | 25:20     |

## Finale
|                  | Gesamt |              | Hinspiel | Rückspiel |
| ---------------- | ------ | ------------ | -------- | --------- |
| Chimistul Vilcea | 47:44  | Eglė Vilnius | 26:18    | 21:26     |

## Siegermannschaft
| Chimistul Vilcea |
| Doina Rodeanu Maria Török-Duca (Kapitän) Carmen Moldovan Edit Török-Matei Maria Dincă Denisa Romete-Nan Lăcrămioara Lazăr Mihaela Grădinaru Nadina Nedelcu Viorica Dumitrache Georgeta Curment Liliana Țopea |
| Gheorghe Ionescu (Trainer) |